# Antiblemma abas
Antiblemma abas là một loài bướm đêm trong họ Erebidae.